# Fatale
Fatale es una película estadounidense de suspenso dirigida por Deon Taylor, a partir de un guion de David Loughery. Es protagonizada por Hilary Swank, Michael Ealy, Mike Colter y Geoffrey Owens. La película fue estrenada en cines en los Estados Unidos el 18 de diciembre de 2020 por Lionsgate.

## Reparto
- Hilary Swank como la detective Valerie Quinlan
- Michael Ealy como Derrick Tyler
- Mike Colter como Rafe Grimes
- Geoffrey Owens como Bill Cranepool
- Damaris Lewis como Tracie Tyler
- Danny Pino como Carter Haywood
- David Hoflin como el oficial Lowe
- Sam Daly como el oficial Stallman
- Tyrin Turner como Tyrin Abenathy
- Kali Hawk como Micaela
- Denise Dowse como Valeria
- Ian Stanley como primer oficial

## Producción
En agosto de 2018, Hilary Swank se unió al elenco de la película, con Deon Taylor dirigiendo un guion escrito por David Loughery. Taylor, Roxanne Avent y Robert F. Smith producen la película, a través de Hidden Empire Film Group. Endeavour Content también produce la película. En septiembre de 2018, Michael Ealy, Mike Colter, Damaris Lewis, Tyrin Turner y Geoffrey Owens se unieron al elenco de la película.

### Rodaje
La fotografía principal comenzó en Los Ángeles en septiembre de 2018.

## Estreno
En agosto de 2019, Lionsgate adquirió los derechos de distribución de la película. Inicialmente estaba programada para ser estrenada el 19 de junio de 2020, pero se pospuso debido a la pandemia de COVID-19. Luego fue programada para ser estrenada el 30 de octubre de 2020, sin embargo, se pospuso para 2021 a principios de octubre. Sin embargo, el 23 de noviembre de 2020, se trasladó al 18 de diciembre de 2020. Fue estrenada a través de video bajo demanda el 8 de enero de 2021 por Lionsgate Home Entertainment.